# Peter Martin (pianist)
Peter Martin (Saint Louis (Missouri), 17 augustus 1970) is een Amerikaanse jazzpianist. Hij won de tweede plaats bij de Thelonious Monk International Jazz Piano Competition in 1993.

## Biografie
Martin is muzikaal leider en pianist voor Dianne Reeves en arrangeerde en speelde muziek voor haar met een Grammy Award bekroonde soundtrack van de film Good Night, and Good Luck. Hij verscheen ook in de film. In september 2008 werd hij benoemd tot docent jazzstudies aan de Bienen School of Music aan de Northwestern University. Hij was ook verbonden aan de muziekfaculteit van de Tulane University, de University of New Orleans en het New Orleans Center for Creative Arts. Martin was lid van de toerband van Chris Botti en toerde in 2009 uitgebreid met Christian McBride. Hij heeft opgenomen met Victor Goines, Johnny Griffin, Wynton Marsalis, Nicholas Payton, Joshua Redman, Dianne Reeves en Rodney Whitaker. Andere artiesten met wie hij heeft opgetreden zijn Terence Blanchard, Betty Carter, Roy Hargrove, Ellis Marsalis, Christian McBride, David Sanborn en Stanley Turrentine. Martin heeft de twee albums Something Unexpected (2001) en In The P.M. (2005) uitgebracht bij het Maxjazz-label. In 2009 bracht Martin zijn eerste solo-cd Set of Five uit op zijn eigen label Peter Martin Music, geproduceerd door Dan Martin.
In oktober 2015 bracht Martin het album What Lies Ahead uit bij Open Studio Records, met zijn trio van Reuben Rogers (bas) en Gregory Hutchinson (drums) en speciale gasten, de zanger(e)s(sen) Erin Bode en Brian Owens, geproduceerd door Dan Martin. Het werd opgenomen in zijn geboortestad Saint Louis. In januari 2011 speelde Martin in het Witte Huis als onderdeel van het staatsdiner dat president Barack Obama hield ter verwelkoming van de Chinese president. Na het lanceren van de educatieve videopodcast 2-Minute Jazz, lanceerde Martin in 2011 de website Open Studio, een jazzlessensite voor leden met videolessen en online masterclasses met premium concepten en inhoud. Studenten uit meer dan 100 landen zijn toegetreden en blijven leren van Martin, waaronder, Dianne Reeves, Christian McBride, Greg Hutchinson, Romero Lubambo en andere artiesten.
- Bibsys: 8077426
- Bibliothèque nationale de France: cb14119349f (data)
- Gemeinsame Normdatei: 13527270X
- International Standard Name Identifier: 0000 0000 7251 7560
- Library of Congress Control Number: no96064986
- MusicBrainz: 37397015-f4cb-4681-9370-2730a446bd84
- Nederlandse Thesaurus van Auteursnamen: 073921696
- Réseau des bibliothèques de Suisse occidentale: 02-A012327256
- SNAC: w6tm87mg
- Système universitaire de documentation: 07946100X
- Virtual International Authority File: 80165424
- WorldCat: E39PBJjd9rc7yH98b7mQ6bcwYP